# The Good, the Bad & the Queen
The Good, the Bad & the Queen was een muziekproject van Damon Albarn. De bezetting bestond verder uit gitarist Simon Tong (The Verve), bassist Paul Simonon (The Clash) en drummer Tony Allen (Fela Kuti). In 2007 verscheen hun debuutalbum The Good, the Bad & the Queen. Het tweede en laatste album Merrie Land volgde in 2018. In 2019 werd het project opgeheven.

## Geschiedenis
De eerste single, Herculean, werd uitgebracht op 30 oktober 2006. Later, 8 januari 2007 verscheen het album The Good, the Bad & the Queen.
In Nederland maakte het muziekproject zijn opwachting tijdens Lowlands 2007. Het laatste optreden van het project was op 16 augustus 2019 tijdens Lowlands.

## Discografie

### Albums
- The Good, the Bad & the Queen (8 januari 2007)
- Merrie Land (16 november 2018)

### Singles
- Herculean (30 oktober 2006)
- Kingdom of Doom (15 januari 2007)
- Green Fields (2 april 2007)
- Merrie Land (23 oktober 2018)